# Frederico Westphalen
Frederico Westphalen – miasto i gmina w Brazylii, w stanie Rio Grande do Sul. Znajduje się w mezoregionie Noroeste Rio-Grandense i mikroregionie Frederico Westphalen.
W mieście ma siedzibę klub piłkarski União Frederiquense.